# Copa do Mundo FIFA Sub-20 de 1991
O Mundial Sub-20 de Futebol de 1991 foi disputado em Portugal entre 14 de Junho e 30 de Junho de 1991. Esta foi a 8ª edição da competição, e a primeira vez em que uma seleção europeia, Portugal, conquistou um troféu deste escalão pela segunda vez.
Neste mundial de futebol, pela primeira vez, as seleções da Coreia do Norte e Coreia do Sul participaram sob a bandeira da Coreia Unificada, contudo as estatísticas deste torneio são atribuídas a Coreia do Sul. 

## Árbitros
| África - Alhagi Ibrahima Faye - Mawukpona Hounnake-Kouassi - Idrissa Sarr Ásia - Ali Bujsaim - Kiichiro Tachi - Wei Jihong Oceania - John McConnell | Europa - Guy Goethals - Bernd Heynemann - Leslie Irvine - João Martins Correia Pinto - Egil Nervik - Pierluigi Pairetto - Sándor Puhl - Daniel Roudit - Ryszard Wojcik | América do Norte, América Central & Caribe - Raúl Domínguez - Juan Pablo Escobar López - Robert Sawtell América do Sul - Ernesto Filippi - Francisco Lamolina - Enrique Marín Gallo - Renato Marsiglia - Alberto Tejada |

## Fase de grupos

### Grupo A
| Selecção      | Pts | J | V | E | D | GM | GS | +/- |
| ------------- | --- | - | - | - | - | -- | -- | --- |
| Portugal      | 6   | 3 | 3 | 0 | 0 | 6  | 0  | +6  |
| Coreia do Sul | 3   | 3 | 1 | 1 | 1 | 2  | 2  | 0   |
| Irlanda       | 2   | 3 | 0 | 2 | 1 | 3  | 5  | −2  |
| Argentina     | 1   | 3 | 0 | 1 | 2 | 2  | 6  | −4  |

| 14 de Junho de 1991 21:00 | Portugal                   | 2–0       | Irlanda |                                             |
|                           | João Pinto 17' Capucho 78' | Relatório |         | Público: 65,000 Árbitro: Pierluigi Pairetto |

| 15 de Junho de 1991 19:00 | Argentina | 0–1       | Coreia do Sul   |                                         |
|                           |           | Relatório | Cho In-Chol 88' | Público: 2,000 Árbitro: Ernesto Filippi |

| 17 de Junho de 1991 19:00 | Irlanda      | 1–1       | Coreia do Sul |                                        |
|                           | McCarthy 58' | Relatório | Choi Chol 89' | Público: 5,500 Árbitro: Robert Sawtell |

| 17 de Junho de 1991 21:30 | Portugal                          | 3–0       | Argentina |                                       |
|                           | Gil 56' Paulo Torres 80' Toni 86' | Relatório |           | Público: 60,000 Árbitro: Guy Goethals |

| 20 de Junho de 1991 19:00 | Irlanda               | 2–2       | Argentina                     |                                         |
|                           | O'Connor 9' Byrne 63' | Relatório | Delgado 55' Molina 57' (g.p.) | Público: 38,000 Árbitro: Raúl Domínguez |

| 20 de Junho de 1991 21:30 | Portugal         | 1–0       | Coreia do Sul |                                              |
|                           | Paulo Torres 42' | Relatório |               | Público: 38,000 Árbitro: Enrique Marín Gallo |

### Grupo B
| Selecção        | Pts | J | V | E | D | GM | GS | +/- |
| --------------- | --- | - | - | - | - | -- | -- | --- |
| Brasil          | 5   | 3 | 2 | 1 | 0 | 6  | 3  | +3  |
| México          | 4   | 3 | 1 | 2 | 0 | 6  | 3  | +3  |
| Suécia          | 2   | 3 | 1 | 0 | 2 | 4  | 6  | −2  |
| Costa do Marfim | 1   | 3 | 0 | 1 | 2 | 3  | 7  | −4  |

| 15 de Junho de 1991 19:00 | México                                     | 3–0       | Suécia |                                        |
|                           | Hernández 20' Pineda 51' Álvarez Arcos 64' | Relatório |        | Público: 2,000 Árbitro: Kiichiro Tachi |

| 15 de Junho de 1991 21:30 | Brasil                       | 2–1       | Costa do Marfim |                                        |
|                           | Andrei 29' Luíz Fernando 79' | Relatório | Tiehi 48'       | Público: 8,000 Árbitro: Ryszard Wojcik |

| 17 de Junho de 1991 19:00 | Brasil                            | 2–2       | México          |                                       |
|                           | Paulo Nunes 18' Luíz Fernando 45' | Relatório | Pineda 57', 67' | Público: 3,500 Árbitro: Leslie Irvine |

| 18 de Junho de 1991 19:00 | Costa do Marfim  | 1–4       | Suécia                                  |                                                    |
|                           | Mambo 64' (g.p.) | Relatório | Rodlund 13' Bild 23', 46' Andersson 87' | Público: 1,500 Árbitro: João Martins Pinto Correia |

| 20 de Junho de 1991 19:00 | Costa do Marfim | 1–1       | México     |                                     |
|                           | Seri 79'        | Relatório | Pineda 83' | Público: 4,000 Árbitro: Ali Bujsaim |

| 20 de Junho de 1991 21:30 | Brasil                    | 2–0       | Suécia |                                            |
|                           | Paulo Nunes 29' Élber 78' | Relatório |        | Público: 4,000 Árbitro: Pierluigi Pairetto |

### Grupo C
| Selecção          | Pts | J | V | E | D | GM | GS | +/- |
| ----------------- | --- | - | - | - | - | -- | -- | --- |
| Austrália         | 6   | 3 | 3 | 0 | 0 | 4  | 0  | +4  |
| União Soviética   | 4   | 3 | 2 | 0 | 1 | 5  | 1  | +4  |
| Egito             | 2   | 3 | 1 | 0 | 2 | 6  | 2  | +4  |
| Trinidad e Tobago | 0   | 3 | 0 | 0 | 3 | 0  | 12 | −12 |

| 15 de Junho de 1991 19:30 | Trinidad e Tobago | 0–2       | Austrália         |                                                |
|                           |                   | Relatório | Okon 52' Seal 76' | Público: 1,720 Árbitro: Alberto Tejada Noriega |

| 16 de Junho de 1991 17:00 | Egito | 0–1       | União Soviética |                                                  |
|                           |       | Relatório | Sherbakov 6'    | Público: 5,680 Árbitro: Juan Pablo Escobar López |

| 18 de Junho de 1991 19:30 | Trinidad e Tobago | 0–6       | Egito                                                                            |                                     |
|                           |                   | Relatório | Hussein 8' Sadek 24' Abdel Halil Ismail 36' Sakr 60' Sheshini 79' Abdel Aziz 82' | Público: 10,000 Árbitro: Wei Jihong |

| 18 de Junho de 1991 21:30 | Austrália   | 1–0       | União Soviética |                                          |
|                           | Maloney 21' | Relatório |                 | Público: 10,000 Árbitro: Bernd Heynemann |

| 20 de Junho de 1991 17:00 | Austrália       | 1–0       | Egito |                                            |
|                           | Trajanovski 43' | Relatório |       | Público: 8,800 Árbitro: Francisco Lamolina |

| 20 de Junho de 1991 19:30 | Trinidad e Tobago | 0–4       | União Soviética                                           |                                      |
|                           |                   | Relatório | Pokhlebaev 9' Konovalov 15' Mikhailenko 22' Sherbakov 35' | Público: 8,800 Árbitro: Idrissa Sarr |

### Grupo D
| Selecção   | Pts | J | V | E | D | GM | GS | +/- |
| ---------- | --- | - | - | - | - | -- | -- | --- |
| Espanha    | 5   | 3 | 2 | 1 | 0 | 7  | 0  | +7  |
| Síria      | 4   | 3 | 1 | 2 | 0 | 4  | 3  | +1  |
| Inglaterra | 2   | 3 | 0 | 2 | 1 | 3  | 4  | −1  |
| Uruguai    | 1   | 3 | 0 | 1 | 2 | 0  | 7  | −7  |

| 15 de Junho de 1991 19:30 | Inglaterra | 0–1       | Espanha  |                                           |
|                           |            | Relatório | Pier 84' | Público: 11,500 Árbitro: Renato Marsiglia |

| 16 de Junho de 1991 19:00 | Síria       | 1–0       | Uruguai |                                     |
|                           | Ramadan 57' | Relatório |         | Público: 5,500 Árbitro: Alhagi Faye |

| 18 de Junho de 1991 19:00 | Espanha                                                       | 6–0       | Uruguai |                                        |
|                           | Pier 10' (g.p.), 34' Urzáiz 22', 75', 80' (g.p.) Mauricio 36' | Relatório |         | Público: 11,500 Árbitro: Daniel Roduit |

| 18 de Junho de 1991 21:30 | Inglaterra                | 3–3       | Síria                          |                                         |
|                           | Allen 12' Awford 69', 84' | Relatório | Ramadan 18' Awad 27' Helou 65' | Público: 11,500 Árbitro: John McConnell |

| 20 de Junho de 1991 19:00 | Espanha | 0–0       | Síria |                                       |
|                           |         | Relatório |       | Público: 5,000 Árbitro: Leslie Irvine |

| 20 de Junho de 1991 21:30 | Inglaterra | 0–0       | Uruguai |                                     |
|                           |            | Relatório |         | Público: 5,000 Árbitro: Sándor Puhl |

## Fases finais
|  | Quartas de final     | Quartas de final                                     |                      |                        | Semifinais     | Semifinais     |  |  | Final               | Final |
|  |                      |                                                      |                      |                        |                |                |  |  |                     |       |
|  | 22 de Junho - Lisboa |                                                      |                      |                        |                |                |  |  |                     |       |
|  |                      |                                                      |                      |                        |                |                |  |  |                     |       |
|  | Portugal (a.p.)      | 2                                                    |                      |                        |                |                |  |  |                     |       |
|  | Portugal (a.p.)      | 2                                                    | 26 de Junho - Lisboa |                        |                |                |  |  |                     |       |
|  | México               | 1                                                    |                      |                        |                |                |  |  |                     |       |
|  | México               | 1                                                    | Portugal             | 1                      |                |                |  |  |                     |       |
|  | 23 de Junho - Braga  |                                                      | Portugal             | 1                      |                |                |  |  |                     |       |
|  |                      | Austrália                                            | 0                    |                        |                |                |  |  |                     |       |
|  | Austrália (g.p.)     | Austrália                                            | 0                    | 1 (5)                  |                |                |  |  |                     |       |
|  | Austrália (g.p.)     |                                                      | 29 de Junho - Lisboa | 1 (5)                  |                |                |  |  |                     |       |
|  | Síria                | 1 (4)                                                |                      |                        |                |                |  |  |                     |       |
|  | Síria                | 1 (4)                                                | Portugal (g.p.)      | 0 (4)                  |                |                |  |  |                     |       |
|  | 22 de Junho - Porto  |                                                      | Portugal (g.p.)      | 0 (4)                  |                |                |  |  |                     |       |
|  |                      | Brasil                                               | 0 (2)                |                        |                |                |  |  |                     |       |
|  | Brasil               | Brasil                                               | 0 (2)                | 5                      |                |                |  |  |                     |       |
|  | Brasil               | 26 de Junho - Estádio D. Afonso Henriques, Guimarães |                      | 5                      |                |                |  |  |                     |       |
|  | Coreia do Sul        | 1                                                    |                      |                        |                |                |  |  |                     |       |
|  | Coreia do Sul        | 1                                                    | Brasil               | 3                      | Terceiro lugar | Terceiro lugar |  |  |                     |       |
|  | 23 de Junho - Faro   |                                                      | Brasil               | 3                      | Terceiro lugar | Terceiro lugar |  |  |                     |       |
|  |                      | União Soviética                                      | 0                    |                        |                |                |  |  |                     |       |
|  | Espanha              | União Soviética                                      | 0                    | 1                      | Austrália      | 1 (4)          |  |  |                     |       |
|  | Espanha              |                                                      |                      | 1                      | Austrália      | 1 (4)          |  |  |                     |       |
|  | União Soviética      | 3                                                    |                      | União Soviética (g.p.) | 1 (5)          |                |  |  |                     |       |
|  | União Soviética      | 3                                                    |                      |                        | 1 (5)          |                |  |  |                     |       |
|  |                      |                                                      |                      |                        |                |                |  |  | 29 de Junho - Porto |       |
|  |                      |                                                      |                      |                        |                |                |  |  |                     |       |

### Quartos-finais
| 22 de Junho de 1991 18:30 | Portugal                         | 2–1 (a.p.) | México      |                                         |
|                           | Paulo Torres 3' (g.p.) Toni 101' | Relatório  | Mendoza 35' | Público: 90,000 Árbitro: Ryszard Wojcik |

| 22 de Junho de 1991 21:30 | Brasil                                       | 5–1       | Coreia do Sul |                                       |
|                           | Marquinhos 15' Élber 41', 67' Djair 47', 53' | Relatório | Choi Chol 40' | Público: 25,000 Árbitro: Guy Goethals |

| 23 de Junho de 1991 17:00 | Austrália | 1–1 (a.p.) (5–4 g.p.) | Síria     |                                           |
|                           | Seal 20'  | Relatório             | Mando 56' | Público: 10,000 Árbitro: Renato Marsiglia |

| 23 de Junho de 1991 21:30 | Espanha    | 1–3       | União Soviética                 |                                             |
|                           | Urzáiz 85' | Relatório | Sherbakov 35', 64' Mandreko 80' | Público: 13,000 Árbitro: Francisco Lamolina |

### Semifinais
| 26 de Junho de 1991 18:30 | Brasil                              | 3–0       | União Soviética |                                         |
|                           | Marquinhos 15' Castro 18' Élber 32' | Relatório |                 | Público: 22,000 Árbitro: Raúl Domínguez |

| 26 de Junho de 1991 21:30 | Portugal      | 1–0       | Austrália |                                       |
|                           | Rui Costa 31' | Relatório |           | Público: 112,000 Árbitro: Sándor Puhl |

### Terceiro lugar
| 29 de Junho de 1991 21:30 | Austrália | 1–1 (a.p.) (4–5 g.p.) | União Soviética      |                                      |
|                           | Seal 87'  | Relatório             | Sherbakov 39' (g.p.) | Público: 6,000 Árbitro: Idrissa Sarr |

### Final
| 30 de Junho de 1991 19:00 | Portugal | 0–0 (a.p.) (4–2 g.p.) | Brasil |                                              |
|                           |          | Relatório             |        | Público: 127,000 Árbitro: Francisco Lamolina |

## Premiações

### Campeões
| Campeão do Mundial Sub-20 da FIFA de 1991 PORTUGAL 2º Título |

### Individuais
| Bota de Ouro     | Bola de Ouro | Fair Play       |
| ---------------- | ------------ | --------------- |
| Sergei Sherbakov | Emílio Peixe | União Soviética |